# Rafael Méndez
Rafael Méndez (soms ook: Mendes) (Jiquilpan, 26 maart 1906 – Encino, 15 september 1981) was een Mexicaans componist, arrangeur, trompettist en kornettist.

## Levensloop
Méndez was als kleine jong de kornettist van de Mexicaanse revolutionair, generaal en bandiet José Doroteo Arango Arámbula, beter bekend als Pancho Villa. Na zijn studie aan het Conservatorio Nacional de Música in Mexico-Stad werd hij spoedig bekend als trompetvirtuoos. Op twintigjarige leeftijd vertrok hij naar de Verenigde Staten en was werkzaam in het Capitol Theatre orchestra in Detroit. Vervolgens werkte hij in het orkest van Rudy Vallee in en om New York. Hij werd vanaf 1937 woonachtig in Hollywood en speelde een bepaalde tijd in de orkesten van Ross Morgan en Guy Lombardo alsook in het Hollywood Bowl-orkest. Tussen 1950 en 1975 was hij uitsluitend bezig als solo trompettist en verzorgde rond 125 concerten per jaar. In deze periode maakte hij vele plaatopnames, waarvan het bekendste zijn opname van het oorspronkelijk voor de violist Niccolò Paganini gecomponeerde Moto perpetuo werd, waar hij voor meer dan 4 minuten continu het double-tonguing met een circulerende beademing uitvoert en men als luisteraar de illusie heeft, dat hij geen adem haalt, als hij deze passage speelt.
Als componist heeft hij het solorepertoire voor zijn instrument verreikt en was auteur van diverse methodes voor trompet. Aan de Arizona State University bestaat er sinds 1993 de Rafael Méndez Library.

## Composities

### Concerten voor trompet en orkest
- Guajira - Zapatendo Cubano
- Jack Rabbit Polka
- Jota No. 2[2]
- Scherzo in d mineur, voor trompet en orkest
- Sobre Las Obras
- Trumpet Festival

### Werken voor trompet en harmonieorkest
- 1949-1951 La Virgen de la Macarena, voor trompet en harmonieorkest
- 1957-1959 Polka in the Box, voor trompet en harmonieorkest
- 1959 Juarez, voor trompet en harmonieorkest
- Because, voor trompet en harmonieorkest
- Mendez Samba, voor trompet en harmonieorkest
- Samba Espanola, voor trompet en harmonieorkest
- Scherzo in d mineur, voor trompet en harmonieorkest
- The Little Russian Donkey - El Burrito Ruso, voor trompet en harmonieorkest

## Publicaties
- Prelude to Brass Playing, Carl Fischer, Inc. 1961.